# Medaille für treue Arbeit im Dienste des Volkes

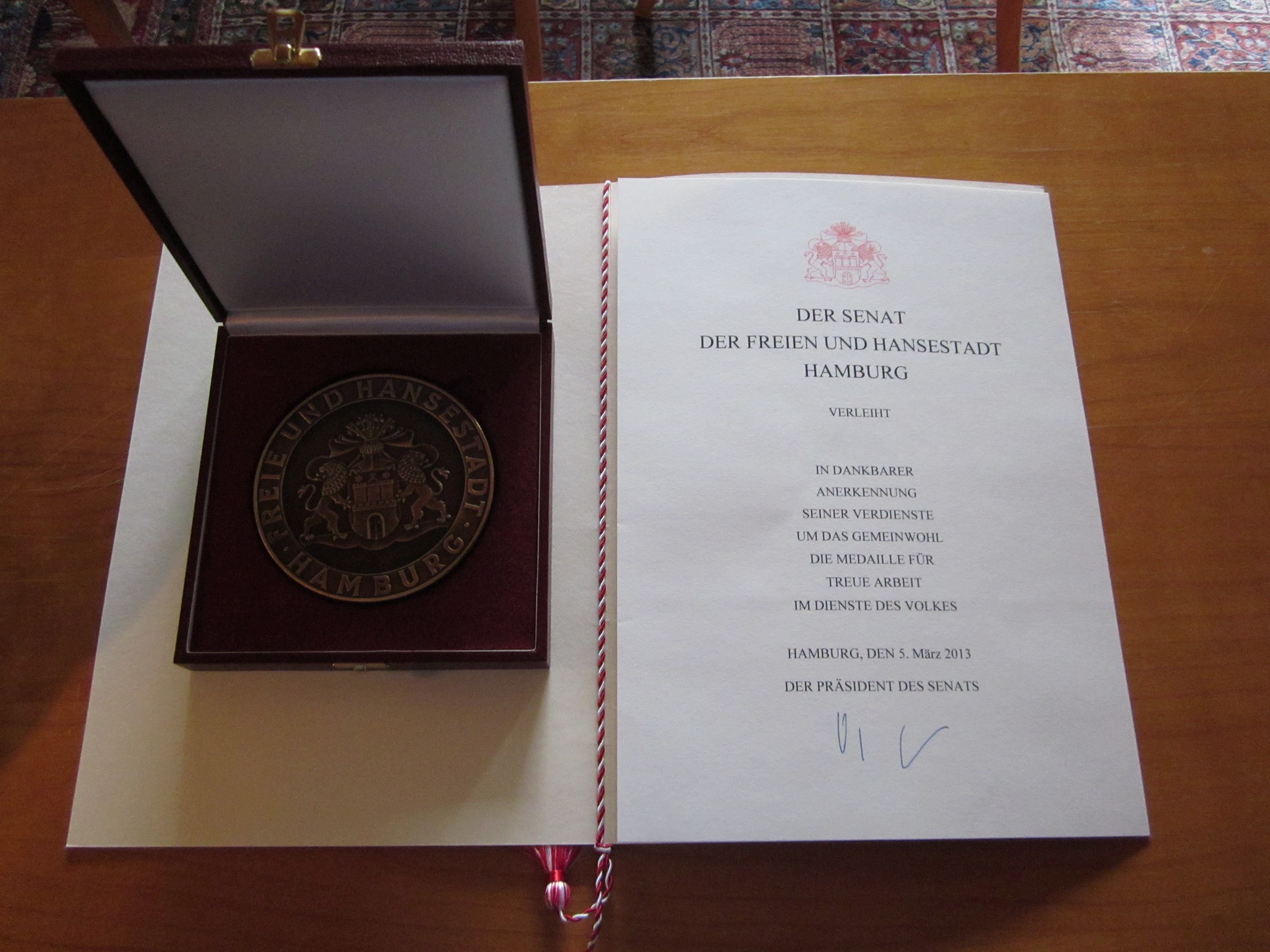
Medaille für treue Arbeit im Dienste des Volkes in ihrer Kassette und mit Urkunde.

Die Medaille für treue Arbeit im Dienste des Volkes ist eine Auszeichnung, die vom Hamburger Senat verliehen wird.
Sie wurde 1926 in Bronze gestiftet, um Personen auszuzeichnen, die sich uneigennützig und unentgeltlich mindestens 25 Jahre ehrenamtlich betätigt haben. 1953 wurde sie in Silber gestiftet, um Personen für besonders hervorragende Leistungen zum Besten des Gemeinwohls zu ehren.
Frauen werden auch nach weniger Jahren ausgezeichnet, da sie häufig aufgrund familiärer Verpflichtungen weniger Zeit für ihr Engagement aufbringen können. Vorgeschlagen werden die zu ehrenden Personen vorwiegend von Senatsämtern, Fachbehörden und Bezirksämtern.

## Gestaltung

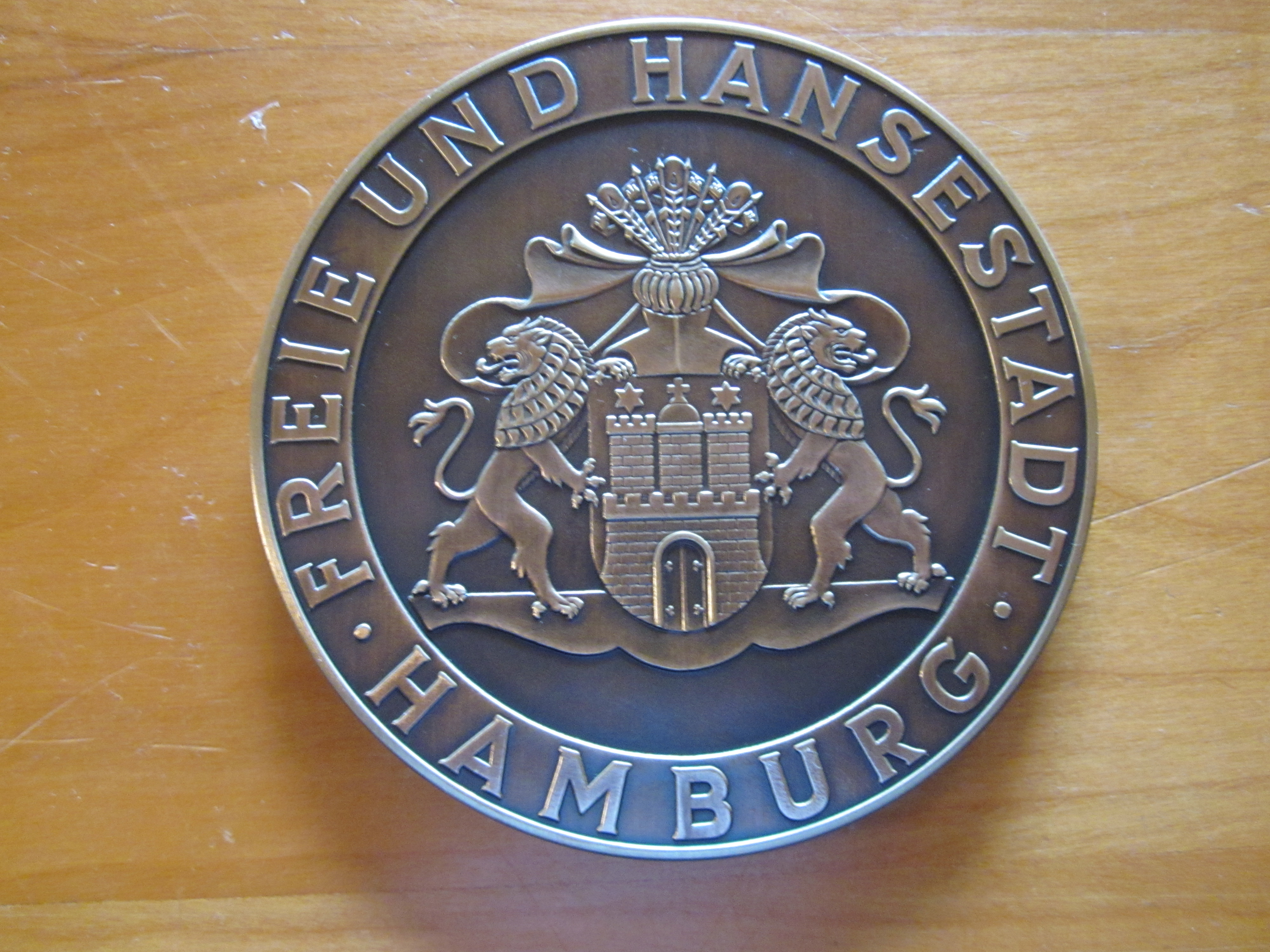
Vorderseite mit dem Großen Staatswappen der Freien und Hansestadt Hamburg.

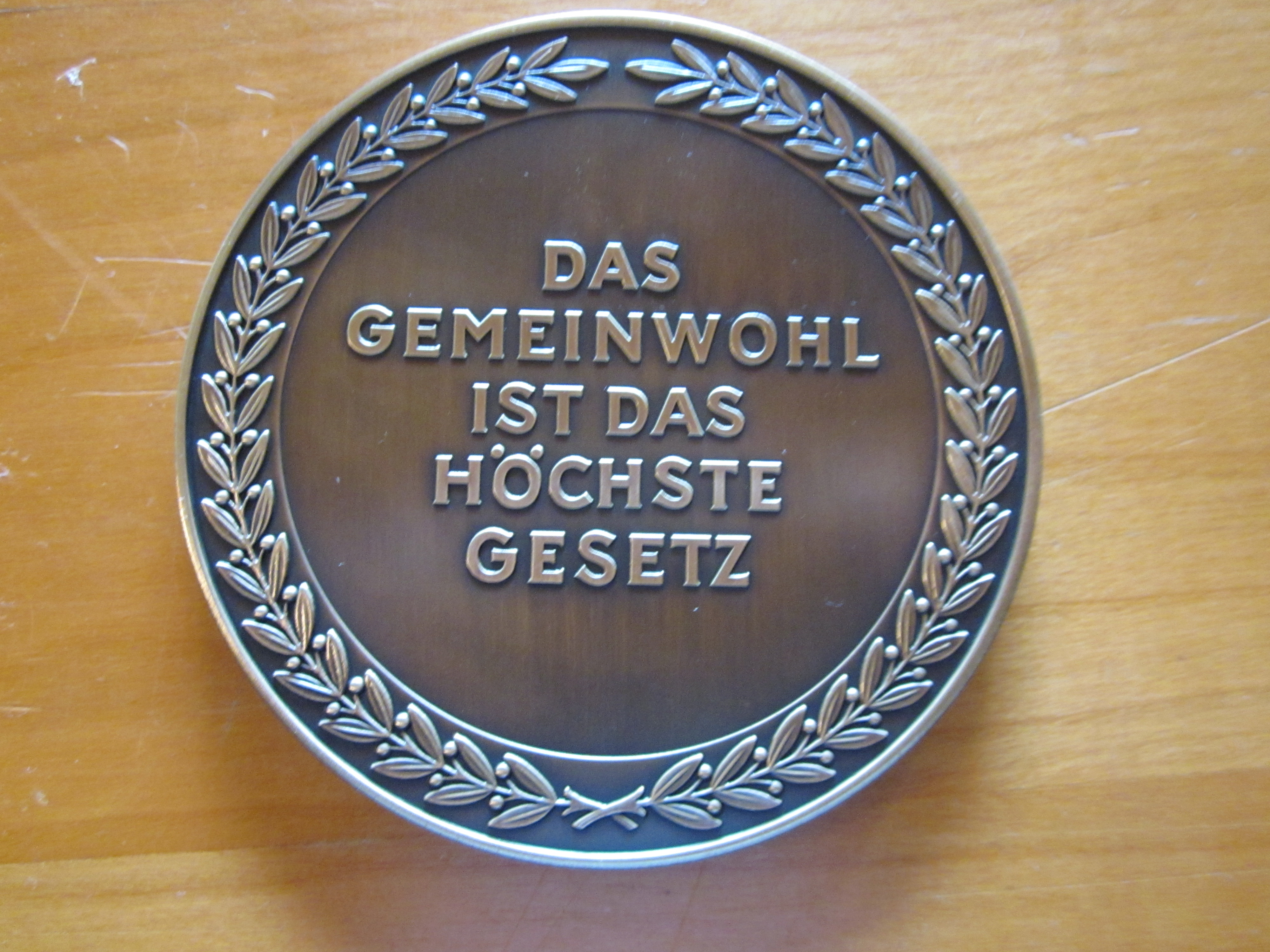
Rückseite mit der Inschrift »Das Gemeinwohl ist das höchste Gesetz«.

Die Medaille trägt auf der Vorderseite das Große Staatswappen der Freien und Hansestadt Hamburg mit der in Großbuchstaben gesetzten Umschrift „Freie und Hansestadt • Hamburg •“. Auf der Rückseite ist – ebenfalls in Großbuchstaben – mittig der Satz „Das Gemeinwohl ist das höchste Gesetz“ zu lesen, der von einem Lorbeerkranz umgeben ist.
Die Medaille wird in einer weinroten gefütterten Kassette, die auf dem Deckel das Große Staatswappen in Gold trägt, überreicht. Dazu gehört eine Urkunde mit dem eingeprägten in rot gehaltenen Großen Staatswappen und dem großbuchstabigen Text: „Der Senat der Freien und Hansestadt Hamburg verleiht (es folgt der Name des Geehrten) in dankbarer Anerkennung Seiner (bei weiblichen Geehrten „Ihrer“) Verdienste um das Gemeinwohl die Medaille für treue Arbeit im Dienste des Volkes. Hamburg, den (es folgt das Datum der Übergabe). Der Präsident des Senats (es folgt darunter die Unterschrift des Ersten Bürgermeisters der Freien und Hansestadt Hamburg)“.

## Träger (Beispiele)
- Harald Poelchau
- Clara Klabunde (Silber)
- Hans-Georg Ilker (Silber)
- Carl Stamm (1928)
- Johannes Reinhard (Silber, 1955)
- Anna Simon (1957)
- Heinrich Sahrhage (1958)
- Hans W. Hertz (1965)
- Herbert Walter Samuel (1971)
- Alfred Johann Levy (1972)
- Albert Vietor (1972)
- Albert Blankenfeld (Bronze, 1975)
- Hildegard Ollenhauer (1980)
- Annie Kienast (ca. 1982)
- Alf Schreyer (Bronze, 1985)
- Ludwig Loeffler (Silber, 1986)
- Peter Sebastian (Bronze, 1995)
- Horst Ziebell (Silber, 1998)
- Nikolaus W. Schües (2001)
- Reinhard Aschenbrenner (Silber, 2001)
- Uwe Schmidt (Bronze, 2001)
- Elter Akay (2002)
- Helga Stödter (2002)
- Herbert Kühl (2005)
- Dietmar Schünicke (Silber, 2005)
- Heiko Mählmann (2006)
- Jochen Winand (Bronze, 2009)
- Andreas Mattner (Silber, 2010)
- Rolf Laute (Silber, 2013)
- Dirk Reimers (Silber, 2014)
- Dorothea Buck (Silber, 2017)
- Sütterlinstube Hamburg (Bronze, 2017)
- Peter Koj (Silber, 2018)